# Atrebasok
Az atrebasok ókori belga néptörzs, amely Gallia északi részén élt. Julius Caesar ellen 15 000 harcost állítottak ki. Fővárosuk Nemetocenna, a mai Arras volt.